# ミシシッピー・バーニング
『ミシシッピー・バーニング』（Mississippi Burning）は、1964年に米ミシシッピ州フィラデルフィアで公民権運動家3人が殺害された事件をモデルにしたアメリカ合衆国の社会派映画。1988年公開。アカデミー撮影賞受賞作品。

## あらすじ
時は公民権法制定前の1964年。
ミシシッピ州フィラデルフィアで3人の公民権活動家が行方不明となる。それを調査するために、ベテランFBI捜査官2人（ウォードとアンダーソン）が公民権運動家の失踪した田舎町に捜査に行く。ところが、その町では人種差別が公然と行われており、さらに事件の捜査を開始した二人に対し町のKKKや保安官等が捜査の妨害を図ろうとする。しかし、2人は失踪した3人の行方を究明しようと試みるのと同時に、人種差別主義者も追いつめていく。

## キャスト
| 役名                         | 俳優                           | 日本語吹替 | 日本語吹替 |
| 役名                         | 俳優                           | ソフト版 | テレビ朝日版 |
| ---------------------------- | ------------------------------ | --- | --- |
| ルパート・アンダーソン捜査官 | ジーン・ハックマン             | 内海賢二 | 石田太郎 |
| アラン・ウォード捜査官       | ウィレム・デフォー             | 納谷六朗 | 野沢那智 |
| ペル夫人                     | フランシス・マクドーマンド     | 宗形智子 | 藤田淑子 |
| クリントン・ペル保安官補     | ブラッド・ドゥーリフ           | 谷口節 | 富山敬 |
| ティルマン町長               | リー・アーメイ                 | 村松康雄 | 阪脩 |
| レイ・スタッキー保安官       | ゲイラード・サーテイン         | 加藤正之 | 飯塚昭三 |
| クレイトン・タウンリー       | スティーヴン・トボロウスキー   | 岡部政明 | 屋良有作 |
| フランク・ベイリー           | マイケル・ルーカー             | 広瀬正志 | 若本規夫 |
| レスター・コーエンズ         | プルイット・テイラー・ヴィンス | 西村知道 | 島田敏 |
| モンク捜査官                 | バジャ・ジョラ                 | 大塚明夫 | 麦人 |
| バード捜査官                 | ケヴィン・ダン                 | 島香裕 | 小島敏彦 |
| その他                       |                                | 津田英三 丸山詠二 星野充昭 塚田正昭 井上喜久子 近藤玲子 笹岡繁蔵 鈴木勝美 鈴木れい子 沢木郁也 秋元千賀子 さとうあい | 大塚明夫 幹本雄之 牛山茂 広瀬正志 長島雄一 小金沢篤子 松本梨香 菊池正美 小野健一 西川幾雄 竹口安芸子 弘中くみ子 坂本千夏 増岡弘 宮内幸平 |
| 日本語版制作スタッフ         |                                | | |
| 演出                         | 演出                           | 中野寛次 | 田島荘三 |
| 翻訳                         | 翻訳                           | 島伸三 | 山田小枝子 |
| 調整                         | 調整                           | | 近藤勝之 |
| 効果                         | 効果                           | | PAG |
| 制作                         | 制作                           | 東北新社 | コスモプロモーション |
| プロデューサー               | プロデューサー                 | | 猪谷敬二 （テレビ朝日） |
| 初回放送 ソフト収録          | 初回放送 ソフト収録            | VHS・DVD収録 | 1992年3月8日 『日曜洋画劇場』 |

## 批判
映画では、ウィレム・デフォー演じる米北東部出身のFBI捜査官が、ロバート・ケネディの命により人種差別の根強く残る南部の田舎町へ救世主のごとく現れて孤軍奮闘するが、これは史実に反するとハワード・ジンなどに批判された。
ハワード・ジンは、1963年まで7年間、ジョージア州アトランタの黒人学校で教師をしていた経験から、「歴史や公民権運動を少しでも知っている人なら、この映画の描写には戦慄を覚えるだろう」と述べている。彼によると、当時FBIは公民権運動には非協力的で、まったく当てになるような存在ではなかった。現に、ミシシッピーを含む南部における黒人や公民権運動家たちが受けている暴力や不当逮捕などを司法省に何度通報しても、FBIが捜査するようなことはなく、政府が何か動きを見せるのは、テレビが黒人問題を取り上げてアメリカの失態が世界に報じられたときだけだったと言う。このミシシッピー事件を直接知る公民権運動スタッフのメアリ・キングの著書『Freedom Song』を挙げ、3人がミシシッピーから戻らないことを彼女が何度も司法省などに連絡したがなしのつぶてだったことを指摘し、さらに、この事件の半月ほど前に、ミシシッピーの危険な状況は公聴会などで政府に十分伝えられていたほか、ロバート・ケネディには文書を手渡したうえで、制圧部隊派遣の要請をしたにもかかわらず、政府は何もしなかったと述べている。また、映画には黒人のFBI捜査官が登場するが、1964年当時黒人の捜査官は一人もいなかったことを指摘している。